# 湖北柳
湖北柳（学名：Salix hupehensis）是杨柳科柳属的植物，为中国的特有植物。分布于中国大陆的湖北等地，生长于海拔1,800米至3,150米的地区，多生长在林中以及山坡，目前尚未由人工引种栽培。
其种加词“hupehensis”意为“湖北的”。